# Mendy Werdyger
Pour les articles homonymes, voir Werdyger.
Mendy Werdyger(1959, Brooklyn-) est un chanteur juif hassidique américain, fils du célèbre hazzan David Werdyger, et le frère du chanteur Mordekhaï Ben David (MBD) et l'oncle du chanteur et producteur de musique Yeedle Werdyger (fils de MBD). Il est le père de Yisroel Werdyger.
Il a enregistré des chansons en solo et avec des membres de sa famille. 
Un projet qu'il est en train de mener est de restaurer des anciens disques du célèbre hazzan Yossele Rosenblatt (1882-1933), en enlevant tous les défauts techniques.

## Biographie
Mendy Werdyger,,, est né en 1959 à Brooklyn, New York. Il est le fils du Hazzan David Werdyger (30 octobre 1919,Pologne-2 avril 2014, New York) et de Malka Werdyger. Malka Werdyger meurt en 1980.
Il a 3 frères: Yisroel Arye Werdyger (né à Paris),  Mordechai Werdyger (Mordechai Ben David) et Chaim Werdyger.